# Jan Des Roches
Pour les articles homonymes, voir Des Roches.
Jan (en néerlandais) ou Jean (en français) Des Roches, né à La Haye, baptisé à Voorburg le 1er mars 1740 et mort à Bruxelles le 20 mai 1787, est un historien et linguiste, originaire de la république des Provinces-Unies, qui a passé la majeure partie de sa vie active aux Pays-Bas autrichiens.

## Biographie

### Enfance, éducation et études
Il était un enfant naturel de Louiza Rottev(r)el, lingère à l'ambassade d'Espagne, et fut élevé dans la religion catholique. L'identité de son père demeure incertaine ; peut-être était-ce Desroches, un rédacteur à la Gazette de Hollande, chez qui sa mère était cuisinière. Peu après la naissance de son fils, sa mère se maria avec un boulanger de La Haye, qui la laissa bientôt veuve et sans ressources.
Dès l'enfance, Jan Des Roches était destiné à l'artisanat. Sa mère l'envoya comme apprenti successivement chez un peintre, un tailleur, un brodeur, chez un tailleur encore et, finalement, chez un confiseur. Cependant, il n'avait aucun désir de gagner sa vie en exerçant cette profession ; en revanche, il passait son temps à lire toutes sortes de livres.

### Dictionnaires et grammaires
En 1757 parut à Bruxelles une première édition d'une Grammaire pour apprendre le flamand, attribuée à Des Roches. La même année, il partit, à l'âge de dix-sept ou de dix-huit ans, du sud des Provinces-Unies pour s'installer à Anvers aux Pays-Bas autrichiens, en novembre 1758, comme professeur ou maître d'une école dirigée par un ecclésiastique allemand, dont il apprit le français, le latin et le grec. En 1761, il s'inscrivit à la guilde des enseignants et, en 1765, il était responsable d'une école.
Entretemps, il pratiquait également la langue maternelle et, en 1759-1760, il travailla à une grammaire néerlandaise qui, après avoir reçu l'approbation ecclésiastique, le 1er avril 1761, sera publiée sous le titre Nieuwe Nederduytsche spraek-konst et réimprimée à plusieurs reprises. L'influence de cet ouvrage fut considérable. Les pratiques courantes de l'écriture aux Pays-Bas méridionaux (avec ae, ue, ey, etc.) y sont codifiées dans une vraie grammaire. En outre, Des Roches fixa, pour la première fois, l'accent dans l'orthographe sous une forme qui devint la plus connue : avec une même orthographe des syllabes ouvertes et de celles fermées dans le cas de conformité et avec un accent aigu comme le signe le plus usité. On discuta encore jusqu'au cœur du XIXe siècle sur l'orthographe de Des Roches, même si, à bien des égards, il n'avait fait rien de plus qu'enregistrer la pratique courante de l'écriture. Pendant des décennies, l'orthographe de Des Roches conserva des partisans ; à partir de 1804, elle constituera une concurrente importante de l'orthographe officielle de Siegenbeek. Le contenu de cette grammaire peut être caractérisé comme un amalgame de la grammaire normative dans la tradition septentrionale d'Arnold Moonen (1706) et de Willem Sewel (1708, 1712) et de celle du Sud d'ECP (1713), de Verpoorten (1752, 1759) et de PB (1757), complété par des éléments de la grammaire latine de Simon Verepaeus, qui était le plus utilisée aux Pays-Bas méridionaux, et de la grammaticographie française (par exemple d'un Claude Buffier). La nouvelle grammaire néerlandaise de Des Roches s'accrochait donc solidement à la pratique courante dans ce domaine au XVIIe siècle.
Son directeur d'école ayant quitté Anvers, Des Roches lui-même fut nommé à la tête de l'institut, qui fut toutefois fermé en 1765 ou en 1766 par ordre de l'écolâtre d'Anvers chargé d'exercer la surveillance sur les maîtres d'école.
Mais dans l'intervalle, Des Roches avait présenté sa nouvelle grammaire française, intitulée Nieuwe Fransche spraek-konst, aux échevins de la ville d'Anvers, qui lui accordèrent, le 20 mars 1763, pour avoir réalisé cet ouvrage, une récompense de 25 patacons. Le dictionnaire français-néerlandais et la grammaire française de Des Roches étaient très recherchés et utilisés sous le régime français, l'occupant ayant contraint les occupés d'apprendre leur langue. Le dictionnaire, publié en 1769 sous le titre Nieuw Nederduytsch en Fransch woordenboek / Nouveau dictionnaire françois-flamand, connut beaucoup de succès, mais serait, selon Willems, suivi de Couvreur, une copie du dictionnaire hollandais-français de Pieter Marin, publié dans la république des Provinces-Unies. La plupart des exemples et des explications dans le lexique de Des Roches correspondent à ceux de Marin, mais selon De Vooys, plutôt que chez celui-ci, Des Roches avait trouvé son modèle dans le dictionnaire de François Halma. Du vivant de l'auteur, la grammaire française connut au moins cinq autres éditions (à Anvers en 1774, en 1778, en 1780 et en 1782, et à Maastricht en 1778). Son succès serait étroitement lié à la carrière de Des Roches ; il fallait onze ans avant que ne parût une deuxième édition. Ce fut au moment où Des Roches faisait partie de la Commission royale des études que parut, en 1774, la réédition. Après la mort de Des Roches, cet ouvrage, de l'homme qu'en 1970, Couvreur jugera un « opportuniste fransquillon », ne fut plus réimprimé avant 1801.

### Société littéraire et l'Académie
La carrière de Des Roches prit un autre tournant après qu'il eut participé à des compétitions de la Société littéraire fondée à l'initiative du comte de Cobenzl à Bruxelles en 1769,. Des Roches remporta trois des premiers prix décernés à des traités de l'histoire des mœurs, des coutumes et de l'organisation sociale, notamment en 1769, en 1770 et en 1771. Par ces ouvrages, écrits dans un français raffiné, il se fit remarquer à la cour et par les nobles, et ces fruits de ses études lui valurent de devenir membre, le 25 mai 1773, de cette société littéraire qui, entretemps, avait été élevée au rang d'Académie impériale et royale des sciences et des belles-lettres de Bruxelles. De la même institution, il devint membre, en mars 1776, du secrétariat perpétuel, raison pour laquelle il s’installa à Bruxelles. Aucun traitement n'était alloué au secrétaire, mais le gouvernement lui fit une modeste pension de 400 florins et lui donna, en outre, une place d'attaché, c'est-à-dire de commis, au département des archives avec des appointements de 1 300 florins. À partir du moment où il se fit introduire dans les milieux s'exprimant dans la langue de la noblesse et de l’Ancien Régime,, c'est-à-dire le français, il négligea sa langue maternelle, bien qu'il eût annoncé, à la fin de sa grammaire néerlandaise, la rédaction et la publication d'une Rhétorique du néerlandais. Son Epitome historiae Belgicae, ouvrage mal reçu des connaisseurs du latin, sera sa dernière contribution à la littérature dans cette langue ; dans la préface, il présente ses excuses pour ne pas l'avoir écrit en français. Encore dans son Histoire ancienne de 1787, lorsqu'il veut démontrer la parenté linguistique des peuples descendus des Scythes, il demande pardon à ses lecteurs « François : leurs oreilles délicates seront blessées par le rude choc des consonnes, et fatiguées par les sourds accents des voyelles,. »
Se posant comme défenseur et législateur de la langue néerlandaise aux Pays-Bas méridionaux, tout comme de la langue grecque morte d'ailleurs, il devait faire des concessions aux nécessités du moment, et, en sa qualité de secrétaire de l'académie, il rédigea plusieurs analyses ou traductions françaises de mémoires écrits en néerlandais qui lui semblaient mériter une diffusion plus large.
Il aurait reçu l'appui du gouvernement, en 1777, lorsqu'il conféra au dialecte brabançon corrigé d'Anvers un statut officiel, comme s'il s'agissait de la langue néerlandaise réelle. Malgré cela, aucun des traités néerlandais parmi les œuvres envoyées à l'Académie et publiées par les soins de Des Roches même ne porte le sceau de son orthographe.
Encore en 1777, l'académie couronna un mémoire flamand sur l'histoire du commerce, composé par Verhoeven de Malines, où celui-ci nomme Florent Berthout, sire de Malines, d'après Froissart, le riche marchand. Par conséquent, le mémoire de Verhoeven et la résolution de l'académie en sa faveur furent considérés comme attentatoires à l'honneur de Berthout et de la seigneurie de Malines tout entière. Des Roches s'étant cru obligé de leur répondre en pleine académie, le fit avec autant de modération que de solidité.
Après son décès, survenu à Bruxelles le 20 mai 1787 peu après son retour de Vienne, ses points de vue et son système furent longtemps et aveuglement défendus par beaucoup d'adeptes avec une obstination inébranlable, malgré les preuves persistantes quant à la véritable orthographe des Pays-Bas comme avancées par Jan Frans Willems. Entre 1839 et 1844, longtemps après sa mort, l'orthographe proposée par Des Roches joua le rôle de pomme de discorde pendant la « guerre de l'orthographe ».

### Commission royale des études
Des Roches joua un rôle aussi important que pernicieux dans l'organisation et l'inspection de l'enseignement. En 1777, il devint secrétaire de la Commission royale des études, chargée de la création des collèges royaux en remplacement des institutions d'enseignement des jésuites, et responsable de la réforme de l'enseignement aux Pays-Bas méridionaux.
En 1777, en tant que responsable de l'éducation, Des Roches rendit la matière de sa Nieuwe Nederduytsche spraek-konst obligatoire dans les nouveaux collèges. En 1779 et en 1783, ses propres Grond-regels der Latynsche taele en Grond-regels der Grieksche taele virent le jour : ce sont des adaptations de modèles français. Entretemps, Des Roches travailla à un ouvrage historique ; en 1782-1783 parut Epitomes historiæ belgicæ libri septem. En sa qualité de membre et de secrétaire de la Commission, il lui incombait la tâche de choisir des manuels appropriés aux collèges et de les faire imprimer sous sa direction, ; il réécrivait les manuels qu'il considérait comme dépassés et mettait ses propres ouvrages, comme l'Epitomes, sur la liste de lecture obligatoire. Cet ouvrage lui valut l'accusation de plagiat par Philippe Baert, car Des Roches, en tant que secrétaire de l'Académie, était « dépositaire incorruptible et désintéressé de tant de trésors littéraires confiées  [sic] à votre intégrité » et put ainsi piller les ouvrages d'autrui. Baert lui reprochait encore de ne pas employer des sources primaires, mais de se fier aux notes de bas de page et à l'autorité d'autres auteurs en les citant, se donnant ainsi un air d'érudition pour s'établir une réputation de savant.
En 1786, son travail au sein de la Commission l'amena à Vienne, où il voulut étudier l'éducation et où il reçut de l'empereur Joseph II sa nomination d'inspecteur général des écoles, aux appointements de 2 800 florins, en plus de ses traitements d'écolâtre de Bruxelles, de secrétaire perpétuel de l'Académie et de directeur des écoles latines.

### Histoire ancienne des Pays-Bas autrichiens
Pourvu d'un frontispice, gravé par Andries Cornelis Lens, représentant, par le moyen de l'allégorie, la fidélité et l’amour, est parue, à titre posthume, en 1787, l’Histoire ancienne des Pays-Bas autrichiens, projet que la mort l'empêchera d'achever et dont ne sont parus que les deux premiers volumes, dédiés à l’empereur Joseph II. Que Des Roches est parfois considéré comme le premier historien de la nation belge est attribuable à ces ouvrages.
Dans son historia rerum gestarum, les actes du roi coïncidaient, pour la plus grande partie, avec le meurtre, la guerre et la dévastation. Le caractère processuel du passé était intimement lié à la violence de l'histoire. L'âge d'or précédant l'histoire « belgique » prit fin à l'arrivée de César. Dans son Histoire ancienne des Pays-Bas autrichiens, l'histoire devient synonyme de violence. D'après Des Roches, dans une position défensive, les « bons » ont le dessous, puisque ce sont les « mauvais » qui prennent l'offensive. Des Roches, condamnant César, car celui-ci n'avait aucune raison légitime d'envahir la Belgique, se demande : « Qu'avoient fait nos Belges pour s'attirer les armes de la puissante Rome ? » Il constate que « les malheureux habitans […] qui tombèrent sous la cruelle main du vainqueur [...] furent impitoyablement massacrés », ce qui l'amène à faire l'éloge de « l'homme libre qui meurt pour la défense de sa patrie », qui est « plus digne d'éloges que l'esclave rampant qui baise les chaînes dont le charge un injuste dominateur. », Les Belges, corrompus par leurs maîtres et par leurs voisins - c'est-à-dire les Romains et leurs descendants - devinrent aussi faibles, aussi efféminés, que les autres Gaulois et perdirent de la sorte leur identité et leur vertu germaniques. Des Roches s'insurge contre l'emploi, par des étrangers ignorants, du mot « Flandre » comme pars pro toto désignant les Pays-Bas méridionaux, et il souligne la différence entre « le comté de Flandres et les Pays-Bas qu'un usage bizarre s'obstine en France d'appeller  [sic] 'Flandre' aussi ».

### Œuvres de Des Roches
Une liste bibliographique a été établie par le baron de Reiffenberg :
- (fr) Frédéric de Reiffenberg. « Éloge de Des Roches », Annuaire de l'Académie royale de Belgique, vol. 8-11, Académie royale des sciences, des lettres et des beaux-arts de Belgique, 1842, p. 110-115.

### Principales publications
- (nl) Nieuwe Nederduytsche spraek-konst (éd. J.M. van der Horst et Jos Smeyers), Anvers, 1761, Amsterdam et Münster, 2007.
- (nl + fr) Nieuwe Fransche spraek-konst, Anvers, 1763.
- (nl + fr) Nieuw Nederduytsch en Fransch woordenboek / Nouveau dictionnaire françois-flamand, Anvers, 1769.
- (nl + fr) Nieuw nederduytsch en fransch woorden-boek / Nouveau dictionnaire françois-flamand (deux volumes), 1776.
- (fr) Contributions aux Mémoires de l'Académie royale des sciences, des lettres et des beaux-arts de Belgique (entre autres le Mémoire sur la religion des peuples de l'ancienne Belgique, 1777).
- (nl + la) Grond-regels der Latynsche taele, 1779.
- (la)  Epitomes historiæ belgicæ libri septem, 1782-1783.
- (nl + he) Grond-regels der Grieksche taele, 1783.
- (fr) Histoire ancienne des Pays-Bas autrichiens, 1787.